# Mặt trận giải phóng Québec

Cờ FLQ

Mặt trận giải phóng Québec (Tiếng Pháp: Front de Libération du Québec, viết tắt là FLQ) là một tổ chức dân tộc cánh tả hoạt động chính trị và vũ trang với mục tiêu đòi độc lập cho tỉnh bang Québec, Canada. Nhà chức trách Canada và kể cả cộng đồng quốc tế đều đưa FLQ vào danh sách các tổ chức khủng bố.
FLQ được thành lập vào đầu thập niên 60 của thế kỷ trước. FLQ gây ra 8 vụ giết người, hàng trăm vụ tấn công bằng vũ khí làm chết 140 người, đánh bom Thị trường tài chính Canada tại Montréal. Quốc hội Canada đã ban hành luật hành động thời chiến, cho phép chính phủ thẳng tay trấn áp các hoạt động của FLQ

## Vụ bắt cóc chính khách Laporte
Ngày 10 tháng 10 năm 1970, FLQ bắt cóc Pierre Laporte, một chính khách Canada đang giữ chức vụ Phó thủ tướng kiêm Bộ trưởng Bộ Lao động của bang Québec, người được kỳ vọng sẽ trở thành thủ tướng Canada tại cuộc tổng tuyển cử vào năm 1971. Chấp nhận yếu sách của FLQ, CBC phát sóng bản tuyên ngôn của đàng này, trong có có các đoạn:
Mặt trận giải phóng Québec muốn một nền độc lập hoàn toàn cho nhân dân Québec, nó muốn tạo ra một xã hội tự do, một xã hội sách bóng những bè lũ cá mập tham lam, những tên "big bosses" (đoạn này dùng tiếng Anh, ám chí sự thống trị của tầng lớp tư bản nói tiếng Anh) với những trò hối lộ và bọn du côn của chúng, đã biết Québec thành một mỏ than tư nhân của lao động giá rẻ và sự bốc lột vô nhân đạo.

Toàn cõi Québec, hãy để những người đã từng bị nhục mạ là lũ Pháp ghê tởm và bọn nát rượu cùng vùng lên trong trận chiến bất diệt chóng lại những kẻ đã khóa miệng tự do và công lí, hãy để họ đập tan tất cả bọn ăn cướp và lừa đảo chuyên nghiệp: Bọn ngân hàng, lũ chủ tư bản, những thẩm phán và bọn chính trị gia thối nát tham nhũng. 
Chúng tôi là nhân dân lao động Québec và chúng tôi sẵn sàng hiến thân tới cùng. Cùng với toàn nhân dân, chúng tôi muốn lật đỏ xã hội đầy nô lệ này bằng một xã hội tự do, vì chính nó và từ nó mà ra, một xã hội rộng mở đến toàn thế giới. Cuộc tranh đấu của ta rồi sẽ tháng lợi, một dân tộc đã thức tỉnh sẽ không chìm mãi trong lầm than và khing miệt.

Khắp bang Québec đã xảy ra hàng loạt vụ biểu tình, đình công, bãi khóa để phản đối việc chính quyền ban hành thiết quân luật trên toàn Québec cũng như lạm dụng quyền lực trong việc truy tìm Laporte, đây có thể nói là lúc FLQ trở nên biết đến trong dân chúng Quebec và thu hút lượng lớn ủng hộ cho tổ chức này, trước đó vốn rất nhỏ do đa phần các đảng dân tộc khác kể cả ĐCS Quebec đều không ủng hộ việc dùng khủng bố để thực hiện mục tiêu độc lập. Trong tình hình rối ren đó, FLQ đã giết chết Laporte và đổ lỗi cho chính quyền không đáp ứng các yêu sách của họ.

## Tan rã
Vụ sát hại Laporte đã bị dân chúng Canada lên án là hành vi khủng bố, giết người núp dưới chiêu bài dân tộc. Chính phủ Canada huy động một lực lượng lớn cảnh sát, nhân viên an ninh, nhân viên tư pháp tham gia điều tra, tiến hành bắt giữ hai chỉ huy FLQ và 24 thành viên FLQ khác đem ra xét xử. FLQ xem như bị giải thể, tuy nhiên sau này vẫn còn một số vụ được cho là FLQ gây ra như vụ ném bom xăng hàng loạt vào các cửa hiệu café Second Cup tại Montréal năm 1983. Tuy nhiên cũng có ý kiến của những nhà lãnh đạo phong trào dân tộc và những người sử gia Quebec rằng đảng FLQ thực ra là một âm mưu được sắp đặt từ trước của Ottawa cũng như các chính khách theo phong trào liên bang (đối lập với phong trào dân tộc) muốn hạ gục phong trào dân tộc Quebec, dẫn chúng sự hoàn toàn vô danh và rời rạc của FLQ trước khủng hoảng, sự cố tình yếu kém của chính quyền liên bang trong cuộc khủng hoảng cũng như việc quân đội và chính phủ Canada đã đồng thời tiến hàng bắt bớ những người và tổ chức theo tư tưởng dân tộc khác. Họ cho rằng Ottawa hoàn toàn biết rõ FLQ, và cố tình dung túng, tạo điều kiện cho một đảng mà nếu chính phủ có thể phá tan bất kỉ lục nào hoạt động rồi sau đó thúc úp nó tới đường cùng để tạo ra một cuộc khủng hoảng để triệt hạ tính chính đáng của phong trào dân tộc Quebec đang nổi lên mạnh mẽ sau cuộc Cách Mạng Im Lặng.